# 존 배스커빌

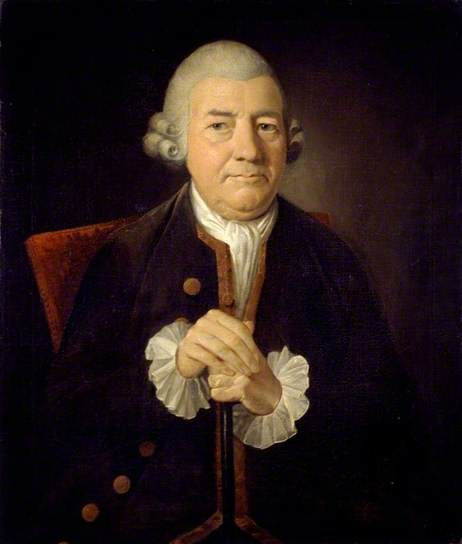
존 배스커빌

존 배스커빌(John Baskerville, 1706년 2월 28일 ~ 1775년 1월 8일)은 영국의 인쇄업자이다.